# Condon
Condon és una població dels Estats Units i seu del comtat de Gilliam a l'estat d'Oregon. Segons el cens del 2000 tenia 759 habitants.

## Demografia
Segons el cens del 2000, Condon tenia 759 habitants, 343 habitatges, i 215 famílies. La densitat de població era de 340,8 habitants per km².
Dels 343 habitatges en un 22,2% hi vivien nens de menys de 18 anys, en un 53,9% hi vivien parelles casades, en un 6,7% dones solteres, i en un 37,3% no eren unitats familiars. En el 34,4% dels habitatges hi vivien persones soles el 17,8% de les quals corresponia a persones de 65 anys o més que vivien soles. El nombre mitjà de persones vivint en cada habitatge era de 2,14 i el nombre mitjà de persones que vivien en cada família era de 2,72.
Per edats la població es repartia de la següent manera: un 19,6% tenia menys de 18 anys, un 4% entre 18 i 24, un 21,9% entre 25 i 44, un 26,6% de 45 a 60 i un 27,9% 65 anys o més.
L'edat mediana era de 48 anys. Per cada 100 dones de 18 o més anys hi havia 88,3 homes.
La renda mediana per habitatge era de 32.667$ i la renda mediana per família de 40.000$. Els homes tenien una renda mediana de 30.500$ mentre que les dones 21.042$. La renda per capita de la població era de 18.481$. Aproximadament el 3,6% de les famílies i el 5,4% de la població estaven per davall del llindar de pobresa.

## Poblacions més properes
El següent diagrama mostra les poblacions més properes.